# Juremy Reker
Juremy Reker (Amsterdam, 30 maart 1990) is een Nederlands voetballer.
Reker speelde in jeugd van VV Acht, waarna hij naar FC Eindhoven ging. Hij stroomde in 2009 door vanuit de jeugdopleiding van FC Eindhoven.  Hij maakte zijn debuut op 18 december 2009 in de met 4-0 gewonnen wedstrijd tegen FC Oss waar hij in de 89e minuut inviel voor Bart van Brakel. Hier nam Helmond Sport hem over maar daar kwam hij niet aan spelen toe. Hierna kwam zijn profloopbaan ten einde en kwam hij nog uit bij diverse clubs als amateur waaronder RKVV Brabantia en EVV Eindhoven AV.

## Carrière
| Seizoen | Club          | Wedstrijden | Doelpunten | Competitie     |
| ------- | ------------- | ----------- | ---------- | -------------- |
| 2009/10 | FC Eindhoven  | 1           | 0          | Eerste divisie |
| 2010/11 | Helmond Sport | 0           | 0          | Eerste divisie |
| Totaal  |               | 1           | 0          |                |